# 8806 Fetisov
8806 Fetisov (1981 UU11) là một tiểu hành tinh vành đai chính được phát hiện ngày 22 tháng 10 năm 1981 bởi N. S. Chernykh ở Đài vật lý thiên văn Crimean.
Tênd after ice hockey player Viacheslav Fetisov.